# Рандерс
Рандерс (дан. Randers) је значајан град у Данској, у средишњем делу државе. Град је у оквиру покрајине Средишње Данске, где са околним насељима чини једну од општина, Општину Рандерс. Данас Рандерс има око 60 хиљада становника у граду и око 95 хиљада у ширем градском подручју.

## Природни услови
Рандерс се налази у средишњем делу Данске. Од главног града Копенхагена, град је удаљен 330 километара северозападно.
Рељеф: Град Рандерс се налази у средишњем делу данског полуострва Јиланд. Градско подручје је покренуто за данске услове. Надморска висина средишта града креће се од 0 до 55 метара.
Клима: Клима у Рандерсу је умерено континентална са утицајем Атлантика и Голфске струје.
Воде: Рандерс се образовао као једина речна лука у Данској, у доњем делу тока реке Гуден, која источно утиче у Северно море. Река град дели на северни и јужни део.

## Историја
Подручје Рандерса било је насељено још у доба праисторије. Насеље је основано у 12. веку, а градска права добило је 1350. г.
И поред петогодишње окупације Данске (1940-45.) од стране Трећег рајха Рандерс и његово становништво нису много страдали.

## Становништво
Данас Рандерс има око 60 хиљада у градским границама и око 95 хиљада са околним насељима.
Етнички састав: Становништво Рандерса је до пре пар деценија било било готово искључиво етнички данско. И данас су етнички Данци значајна већина, али мали део становништва су скорашњи усељеници.

## Збирка слика
- Дом културе у Рандерсу
- Главни градски трг са градском кућом
- Стара градска градња
- Зоолошки врт у Рандерсу